# Leboncoin
Leboncoin ist ein französisches Unternehmen mit gleichlautender Website für kostenlose Kleinanzeigen, gegründet 2006 vom norwegischen Konglomerat Schibsted, zu dem auch Kleinanzeigen.de gehört.
Die Seite ist nach Youtube, Facebook und Google die viert-meistbesuchte Webseite Frankreichs, vor der amerikanischen Auktionsseite eBay. Sie hat pro Jahr fast 40 Millionen eindeutige Besucher, pro Monat 21 Mio. und pro Tag 2 Mio.

## Geschichte
1996 erstellte ein schwedischer Informatiker die Website Blocket.se, eine E-Commerce-Plattform für die Region Südschweden, 2003 kauft der norwegische Verlag Schibsted die Plattform, deren Publikum sich inzwischen über ganz Schweden verteilte. Später schloss Schibsted eine Partnerschaft mit Spir Communication, einer Tochtergesellschaft der Ouest-France-Gruppe und einem Akteur im Bereich der kostenlosen Werbepresse. Der französische Name des Ablegers der schwedischen Seite Blocket.se wurde nach eine Meinungsumfrage von 400 Personen entschieden.
Der Umsatz des Unternehmens stieg von 257 Millionen Euro im Jahr 2017 auf 307 Millionen im Jahr 2018. Nach der Spaltung der Schibsted-Gruppe fiel leboncoin 2019 unter die Kontrolle des neuen Unternehmens Adevinta. Leboncoin kaufte im Juni 2019 PayCar, eine sichere Zahlungslösung für den Verkauf von gebrauchten Autos. Leboncoin kaufte auch Locasun, eine Reservierungsseite für Ferienhäuser und -wohnungen. Im September 2019 kauft leboncoin die Argus-Gruppe, die sich auf Gebrauchtfahrzeugdaten spezialisiert. Am 21. Juli 2020 kaufte Adevinta, die Muttergesellschaft von leboncoin, die ebay Classifieds Group (eBay Kleinanzeigen). Die Transaktion beinhaltete auch den Verkauf von 44 % der Aktien des norwegischen Unternehmens an eBay. Im Jahr 2019 erzielten die beiden Konzerne einen Gesamtumsatz von 1,57 Milliarden Euro.

## Website
Leboncoin bringt über geografisch zugeordnete Kleinanzeigen Einzelpersonen miteinander in Verbindung, die Sachen kaufen oder verkaufen möchten. Die grundsätzliche Nutzung ist kostenlos, das Geschäftsmodell basiert auf Werbung und kostenpflichtigen Sichtbarkeitsoptionen, wie hervorgehobenen Anzeigen. Außerdem ist leboncoin Vermittler von Konsumgütergeschäften und Ferienwohnungen. Die Seite ist in verschiedene Kategorien aufgeteilt, man kann Kleinanzeigen über materielle Güter wie Kleidung, Möbel, Autos, Immobilien usw. veröffentlichen und auch immaterielle wie Jobangebote. Im Jahr 2021 waren 3 Millionen Kleinanzeigen im Automobilbereich, 6,4 Millionen im Modebereich und 1,5 Millionen im Immobilienbereich veröffentlicht.